# Quatre Imams
Les quatre imams est une dénomination qui sert à désigner les quatre fondateurs des grandes écoles juridiques de l'Islam sunnite.
| Nom de l'imam | École     | Années de naissance et de décès de l'Imam (Calendrier hégirien) | Années de naissance et de décès de l'Imam (Calendrier julien) | Observations |
| ------------- | --------- | --------------------------------------------------------------- | ------------------------------------------------------------- | --- |
| Abou Hanifa   | Hanafite  | 80 AH – 150 AH                                                  | 699 – 767                                                     | Balkans, Turquie, Crimée, Circassie, Tatarstan, nord-ouest de l'Irak, Sistan-et-Baloutchistan, Asie centrale, Asie du Sud, Xibei |
| Malik         | Malikite  | 93 AH – 179 AH                                                  | 711 – 795                                                     | Maghreb, Afrique de l'Ouest, Tchad, Soudan, Haute-Égypte, Koweït, Dubaï                                                          |
| Ash-Shâfi'î   | Chaféite  | 150 AH – 204 AH                                                 | 767 – 820                                                     | Afrique de l'Est, Yémen, Levant, Kurdistan, Daghestan, Tchétchénie, Kerala, Asie du Sud-Est                                      |
| Ahmad         | Hanbalite | 164 AH – 241 AH                                                 | 780 – 855                                                     | Arabie saoudite, Qatar, Charjah, Oumm al Qaïwaïn, Ras el Khaïmah, Ajman                                                          |